# 福岡市立吉塚中学校
福岡市立吉塚中学校（ふくおかしりつよしづかちゅうがっこう）は、福岡県福岡市博多区吉塚にある公立中学校。

## 沿革
- 1960年5月10日 福岡市立福岡中学校の分校として設立。
- 1961年4月1日 市内31校目の中学校として開校。当時の規模は、生徒数1270人、職員数37名。

## 教育方針
- 学校の基盤となる学校教育目標には、「共につかもう 生きる力」と掲げている。これは、人命尊重の精神から差別をなくすという考えから。
  - 「気を育てよう」という言葉を全クラスの壁に貼って、いつでも目につくようにしている。

## 交通
- 西鉄バス
  - 道頓堀バス停から、徒歩3分
- JR九州
  - 吉塚駅から徒歩15分
- 県道607号沿い

## 行事
- 一学期
  - 始業式
  - 入学式
  - 体育大会
    - 土曜日に体育大会の準備をし、日曜に行われるため、代休は2日間もある。

  - 博物館学習 （2年）
  - サマースクール

- 二学期
  - 職場体験 （2年）
  - 生徒会役員改選
  - バレーボールクラスマッチ
  - 合唱コンクール
  - 生徒総会

- 三学期
  - 修学旅行
  - 持久走駅伝大会
    - 高校受験のため、3年生は参加しない。

  - 立志式（2年生のみ）
    - 2010年から開始された

  - 卒業式
  - 修了式

## 部活動

### 運動部
- バレーボール部 （女子）
- バスケットボール部 （男子・女子）
- サッカー部
- ソフトテニス部 （女子）
- ハンドボール部 （男子・女子）
- 野球部
- 剣道部
- 柔道部：2012年、初の県大会選手を出す

### 文化部
- 放送部
- 美術部

## その他
- 生徒数は少子化などが原因で、年々減っている。開校当初は1270人いた生徒も、2016年現在その約4分の1の320人しかいない。また、学級数も、開校当初の25学級から2016年現在13学級へと減った。

## 主な出身著名人
- MISIA - 歌手
- 辛島航 - プロ野球選手
- 末次由紀 - 漫画家